# Three Dead Trolls in a Baggie
Three Dead Trolls in a Baggie és un grup de comèdia canadenc d'Edmonton format principalment per Wes Borg, Joe Bird i el músic Jan Randall. Borg i l'antic membre Neil Grahn van fer The Geek Show per al Canadian Learning Television, BookTV i Access rn 2004-2005.
Three Dead Trolls in a Baggie està format per un trio de còmics que als seus inicis es dedicà a la comèdia en forma de gags i sketchs a la televisió canadenca, sovint sobre temes molt controvertits barrejats amb cançons de tall humorístic.
La cançó The Toronto Song fa paròdia de les rivalitats regionals del Canadà, tot burlant-se de la ciutat de Toronto i a la resta del país.